# We Women
We Women é um filme mudo britânico de 1925, dirigido por W. P. Kellino e estrelado por Beatrice Ford, Pauline Cartwright e John Stuart. Retrata as aventuras de duas melindrosas, Billie e Dollie, que trabalham como hostsesses de dança.